# Charles C. Moore
Charles Calvin Moore, född 26 februari 1866 i Holt County, Missouri, död 19 mars 1958 i Salt Lake City, Utah, var en amerikansk republikansk politiker. Han var guvernör i delstaten Idaho 1923–1927.
Moore flyttade 1899 till Idaho och arbetade som fastighetsmäklare. Han var med om att grunda orten Ashton, Idaho. Mellan 1913 och 1918 arbetade han som postmästare i St. Anthony, Idaho.
År 1919 efterträdde Moore Ernest L. Parker som viceguvernör. Fyra år senare efterträdde han D.W. Davis som guvernör. Moore efterträddes sedan år 1927 i guvernörsämbetet av viceguvernören H.C. Baldridge.